# Binghamia (borboleta)
Binghamia é um género de borboletas da família Hesperiidae descrita por Tutt em 1908.
Inclui as seguintes espécies:
- Binghamia assamica, Tytler, 1915
- Binghamia kawaii, Matsumura, 1926
- Binghamia parrhasius, Tutt, 1908
- Binghamia pila, Evans, 1925